# Трощинский, Алексей Борисович
Алексей Борисович Трощи́нский  (род. 9 октября 1973, Усть-Каменогорск) — советский и казахстанский хоккеист, защитник; тренер.
Младший брат Андрей (1978—2015) — также профессиональный хоккеист, нападающий.

## Биография
Воспитанник усть-каменогорского хоккея, тренер — Сергей Герсонский.
Алексей Трощинский — многолетний капитан московского «Динамо». Является одним из главных долгожителей российского хоккея, владея рекордом по количеству сезонов в высшем эшелоне советского и российского хоккея (сезон 2012/2013 стал для него 24-м подряд), занимает второе место по количеству матчей.
22 января 2013 года расторг контракт с чеховским «Витязем». В этот же день подписал контракт с астанинским «Барысом».

## Достижения
- Чемпион мира среди молодёжи 1992 года
- Четвертьфиналист зимних Олимпийских игр 1998 года
- Вице-чемпион Европы среди юниоров 1991 года
- Четырёхкратный чемпион России (1995, 2000, 2001, 2005).
- Серебряный призёр чемпионата России (1996, 1999, 2006).
- Бронзовый призёр чемпионата России (2007).
- Обладатель приза «Золотой шлем» 2000 года
- Чемпион Казахстана 1993, 1994 гг.
- Входит в Клуб Вячеслава Фетисова для защитников-снайперов, с 74 шайбами занимает 13-е место.